# داستین نگوین
داستین نگوین (انگلیسی: Dustin Nguyen؛ زادهٔ ۱۷ سپتامبر ۱۹۶۲) یک هنرپیشه اهل ایالات متحده آمریکا است. وی از سال ۱۹۸۵ میلادی تاکنون مشغول فعالیت بوده‌است.
از فیلم‌ها یا برنامه‌های تلویزیونی که وی در آن نقش داشته است می‌توان به آتش تند، یاغی اشاره کرد.